# Convento del Espíritu Santo (El Puerto de Santa María)
El convento del Espíritu Santo se encuentra en la ciudad andaluza de El Puerto de Santa María, siendo el convento femenino más antiguo de la ciudad. Historiadores como Hipólito Sancho de Sopranis sitúan su fundación a finales del siglo XV, aunque anteriormente existía en el lugar la Ermita de San Blas, que fue ampliada para construir el convento.
Las religiosas del Espíritu Santo profesan la regla de Guido de Montpellier; en sus orígenes se encomendaron al Sancti Spiritus y San Telmo, una orden que establecía la necesidad de contar con hospital y comunidad masculina y femenina. El Hospital del Espíritu Santo y San Telmo existía desde el siglo XVI, época en la que ya era convento exclusivamente femenino. Actualmente se observan restos del hospital, la ermita y el convento en el edificio.
Convento e iglesia han sido objetos de muchas reformas en los siglos XVI, XVII y XVIII, hasta la última de la iglesia en 1851, como indica la fecha de su fachada neoclásica. Muchas obras se realizaron debido al mal estado en que quedó el edificio tras avatares históricos como el saqueo de la ciudad por tropas angloholandesas en 1702 durante la Guerra de Sucesión, que destruyó su archivo, el terremoto de 1755 y la ocupación por las tropas francesas durante la Guerra de la Independencia. La iglesia es de una sola nave con cuatro tramos más el del coro, a los pies. En su interior se encuentran retablos, esculturas y pinturas de los siglos XVII, XVIII y XIX.
Actualmente las monjas tienen abierto un centro escolar y se dedican a elaborar productos de repostería.